# دهستان تموغه
دهستان تموغه نام دهستانی در بخش مرکزی شهرستان سقز، استان کردستان در ایران است. براساس سرشماری مرکز آمار ایران در سال ۱۳۸۵، جمعیت آن ۸۸۹۰ نفر (۱۸۱۰ خانوار) بوده‌است.